# Wilfried Westerlinck
Wilfried Westerlinck (Leuven, 3 oktober 1945) is een Belgisch componist, muziekpedagoog, muziekproducent en hoboïst. Hij is een zoon van Jacques Westerlinck (1909-1948), koster en organist van de Sint-Jacobskerk in Leuven.

## Levensloop
Westerlinck studeerde eerst aan het conservatorium van Leuven en later aan het Koninklijk Conservatorium in Brussel hobo bij Louis Van Deyck, harmonie bij Victor Legley en muziekgeschiedenis bij Corneel Mertens. Vervolgens studeerde hij aan het Koninklijk Vlaams Conservatorium Antwerpen te Antwerpen orkestdirectie bij Daniël Sternefeld, muziekanalyse, vormleer en compositie bij August Verbesselt alsook contrapunt bij Jean Louël. In Monte Carlo volgde Westerlinck nog een cursus orkestdirectie bij Igor Markevitsj.
Aan het Koninklijk Vlaams Muziekconservatorium van Antwerpen is hij tussen 1970 en 1983 werkzaam geweest als docent muziekanalyse.
Zijn hoofdbezigheid lag bij de Belgische radio (Radio 3) waar hij van 1968 tot begin 2001 heeft gewerkt als producer, voornamelijk voor uitzendingen van kamer- en orkestmuziek, maar later ook voor grote radioprojecten.
Daarnaast is hij bestuurlijk actief binnen diverse organisaties van de Belgische klassieke muziekwereld.
In 2004 was hij gastleraar aan de Muziekakademie van Gdańsk voor compositie en verder aan de Baylor Universiteit in Waco.
Als huiscomponist werd hij in 1983 uitgenodigd voor het 4th International Brass Quintet Festival in Baltimore en in 1995 voor het festival I Fiamminghi in de kunstgalerie Campo in Antwerpen.

## Composities

### Werken voor orkest
- 1971 Metamorfose, voor groot orkest (winnaar Tenutoprijs
- 1974 Nocturne, voor mezzosopraan, hobo en twaalf solostrijkers
- 1975 Elegie van de Zee en van de Liefde
- 1976 Poëma, voor klein orkest
- 1983 Lansdchappen V, voor trompet en twaalf strijkers

### Muziektheater

#### Balletten
- 1998 Als in een zwijgend laken, voor ballet, voordracht en vierhandig piano
- 2001 Canzone Bucolico, voor ballet, voordracht, twee fluiten en percussie

### Vocale muziek

#### Werken voor koor
- 1970 Rondeel, voor gemengd koor
- 2002 Ave Maria, voor vier vrouwenstemmen

#### Liederen
- 1964 Drie liederen, voor mezzosopraan (of bariton) en piano
- 1969-1970 Zes liederen, voor sopraan en piano
- 1975 Deze Nacht, voor zangstem en piano
- 1985 De gesloten kamer, voor tenor en piano
- 1985 Drie Impromtu's met Epiloog, liederencyclus voor tenor en piano op teksten van Bertus Aafjes
- 1993 Proloog, gevolgd door 4 kleine mysteries, liederencyclus voor tenor en piano

### Kamermuziek
- 1966 Klarinettenkwartet
- 1968 Epigrammen, voor strijktrio
- 1970 Bicinium, voor altviool en cello
- 1970 Luchtige Etuden voor een Zomerwerk, voor blaaskwartet
- 1972-1980  S , voor trombone solo en bandopname
- 1976 Goezu-aubade, voor klarinet en twee slagwerkers
- 1977 Landschappen I, voor blaaskwintet
- 1978 Strijkkwartet nr. 1
- 1979 Landschappen II, voor strijkers
- 1979-1980 Claus-carillon, voor negen blazers, contrabas en slagwerk
- 1980 Landschappen III, voor koperkwintet
- 1981 Landschappen IV, voor dwarsfluit, harp en strijktrio
- 1981 Benoit-carillon, voor koperensemble (3 trompetten, 4 hoorns en 3 trombones)
- 1983 Drie Koraal-fanfares, voor koperkwintet (2 trompetten, hoorn, trombone en tuba)
- 1987 Strijkkwartet nr. 2
- 1990 Van Heinde en Verre, voor basklarinet en marimba
- 1992 Scarpetti d’Italia, voor hobo, oboe d’amore, althobo en gitaar
- 1994 Strijkkwartet nr.3
- 1997 Vóór het Kasuga-heiligdom in Nara, voor bassethoorn solo, crotales, bamboe-chimes en gong
- 1999 Pierrot (Hommage aan Albert Giraud), voor klarinet, bassethoorn en basklarinet
- 2002 Berceuse van Tanchelijn, voor viool, hoorn en piano
- 2002 Kakimori Bunko, drie haiku’s voor voordracht, althobo, basklarinet en piano (2002)
- 2003 Pessoa-aubade, voor twee fluiten en percussie
- Partita, voor houtblazerstrio

### Werken voor piano
- 1967-1978 Vier Bagatellen
- 1970-1991 Review, voor twee piano's
- 1983 Sonate nr. 1
- 1985 Variaties op een thema van Paganini
- 1985 Preludium per una danza antico, voor vierhandig piano
- 1985 Sonate nr. 2
- 1986 Fantasia-sonate (Sonate nr.3)
- 2003 Gisekin-rapsodie, voor vierhandig piano

### Werken voor klavecimbel
- 1964-1970 Suite, voor klavecimbel

### Werken voor beiaard
- 1986 Twee kleine feestelijke stukken
- 2001 Triptiek (met twee gedichten van Roger De Neef),

### Werken voor harp
- 1980 Canto III

### Werken voor gitaar
- 1976 Canto I, voor gitaarsolo

## Prijzen
Zijn composities werden met enkele prijzen bedacht:
- de Tenutoprijs voor zijn Metamorfose
- inde prijs van de Provincie Antwerpen voor zijn "Landschappen I"
- de Jef Van Hoof-prijs voor een liederencyclus op teksten van Bertus Aafjes (1985)
- de Eugène Baie-prijs voor zijn volledige oeuvre
- de Visser Neerlandia-prijs 2015 voor zijn jarenlange inzet en doorzettingsvermogen om collega-componisten, uitvoerders en jonge ensembles een waardige plaats te geven op het concertpodium.